# 圣纳博尔 (下莱茵省)
圣纳博尔（法語：Saint-Nabor，法語發音：[sɛ̃ nabɔʁ] ⓘ）是法国下莱茵省的一个市镇，属于莫尔塞姆区。

## 地理
圣纳博尔（48°26'43"N, 7°25'25"E）面积1.89 平方千米，位于法国大東部大區下莱茵省，该省份为法国大陆部分最东部的省份，是阿尔萨斯的一部分，今与上莱茵省组成了阿尔萨斯欧洲集体，其南至上莱茵省，西南接孚日省和默尔特-摩泽尔省，西接摩泽尔省，北与德国接壤。
与圣纳博尔接壤的市镇（或旧市镇、城区）包括：巴尔、贝尔纳尔德斯维莱、奥贝奈、奥特罗特。
圣纳博尔的时区为UTC+01:00、UTC+02:00（夏令时）。

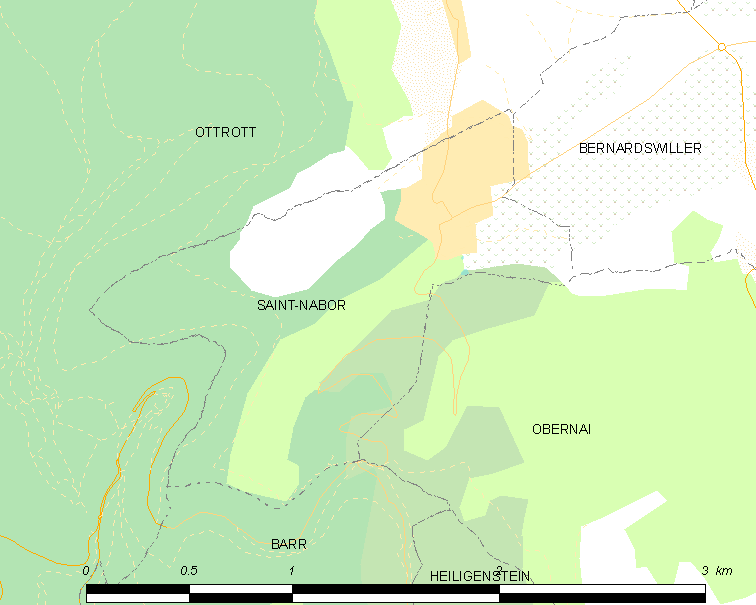
圣纳博尔的OSM定位图

## 行政
圣纳博尔的邮政编码为67530，INSEE市镇编码为67428。

## 政治
圣纳博尔所属的省级选区为莫尔塞姆县。

## 人口

1962-2008年间圣纳博尔人口变化图示

圣纳博尔于2022年1月1日时的人口数量为511人。